# Râul Mag
Râul Mag este un curs de apă, afluent al Pârâului Negru.

## Bazin hidrografic
Râul Valea Moașei face parte din bazinul hidrografic Olt

## Hărți
- Harta munților Cibinului  Arhivat în 30 martie 2010, la Wayback Machine.
- Harta județul Sibiu